# Pierre Jean Georges Cabanis
|  | Per a altres significats, vegeu «Cabanis». |

Pierre Jean Georges Cabanis   (Cosnac, 5 de juny de 1757 - Seraincourt, 5 de maig de 1808), conegut simplement com Cabanis, va ser un metge i filòsof il·lustrat francès.

## Vida i obra
Cabanis va néixer al château de Salagnac, fill d'una antiga família de propietaris del Llemosí que havien exercit càrrecs administratius i jurídics al parlament regional. El seu pare, Jean Baptiste Cabanis, es va dedicar a la recerca agrícola per a millorar el cultiu de la patata, dels fruiters i la ramaderia ovina, recolzat per Turgot, qui havia estat intendent de la província en els anys 1760's. El 1765, quan tenia vuit anys i en morir la seva mare, el pare al va deixar a l'escola dels doctrinaris de Briva la Galharda, on el seu caràcter rebel va fer que fos expulsat el 1771.
El pare, decebut, el va portar a París on el va deixar sota la tutela del poeta Jean-Antoine Roucher, per recomanació de Turgot. Durant els dos anys que va estar amb Roucher es va esmerçar amb avidesa en l'estudi de les belles lletres i dels filòsofs i savis de tots els temps, des dels grecs clàssics fins els contemporanis. El 1773 va acceptar el càrrec de secretari del bisbe de Vilnius Ignacy Massalski i el va estar acompanyant en els seus viatges per Polònia fins que va retornar a París el 1775 i es va graduar en medicina. El 1777, abandonada ja la carrera de literat, va continuar estudiant medicina a l'hospital de Saint-Germain-en-Laye i el 1778 va ser introduït al saló de madame Helvètius, on va conèixer els personatges més notables de la Il·lustració francesa: D'Alembert, Diderot, d'Holbach, Condillac, Marmontèl, Morellet, Destutt de Tracy, etc., i també va ingressar a la Logia de les Nou Germanes de la Francmaçoneria, tot i que no es conserven gaires evidències de les relacions de Cabanis amb els seus confrares maçons.

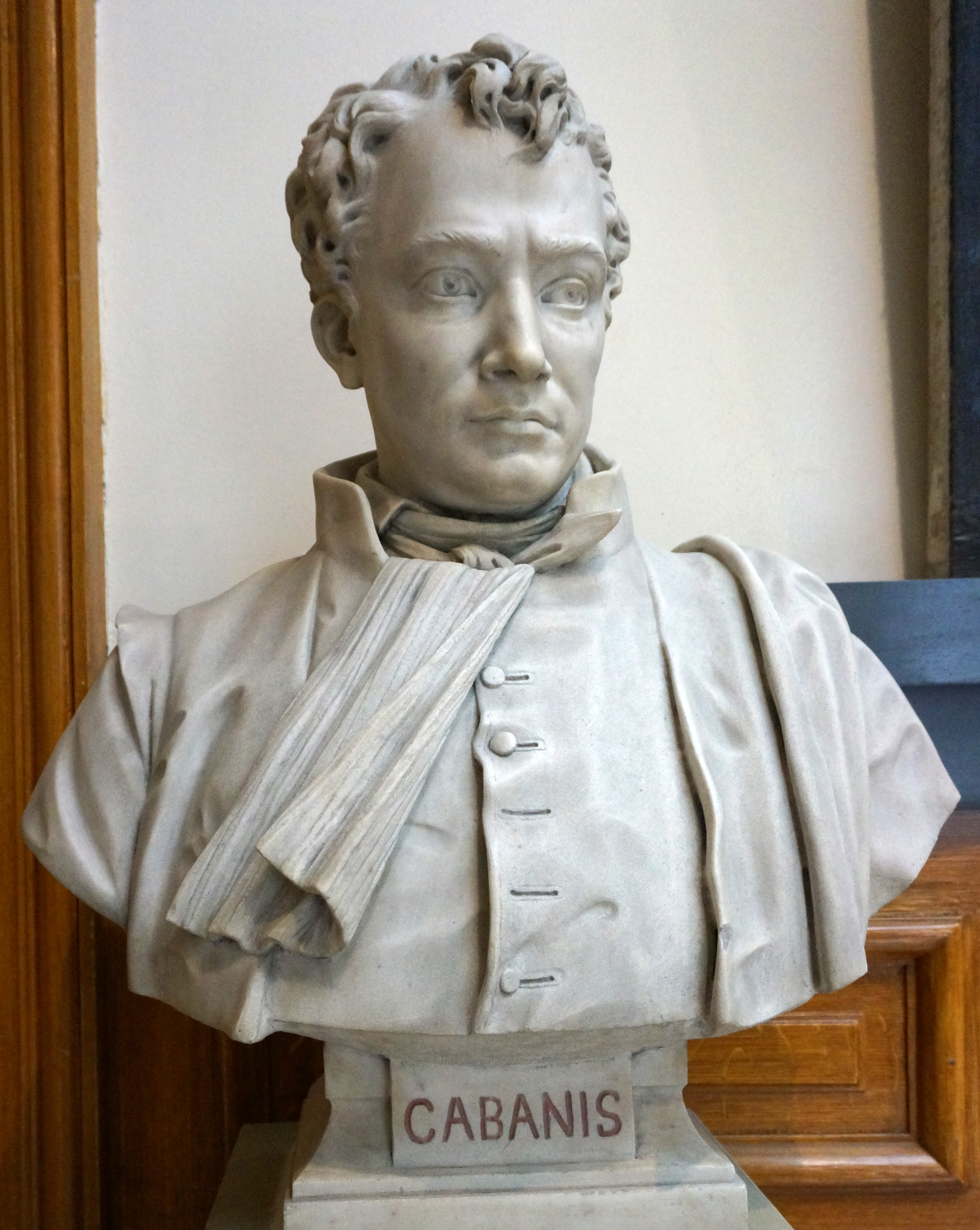
Bust de Cabanis al Musée d'histoire de la médecine de París.

Des de 1778 fins a 1781 va estudiar a la Facultat de Medicina de París, on va ser un alumne atent i assidu. A partir d'aleshores va optar per la medicina com a disciplina ideal per a dur a terme les seves ànsies de reformes socials i les seves ambicions i il·lusions polítiques. Abans, durant i després de la Revolució Francesa es va ocupar gairebé només de medicina, buscant respondre la pregunta de com la medecina pot esdevenir una ciència rigorosa, explicant els fenòmens naturals sobre l'única base de l'experiència empírica. És en aquest sentit que publica la seva primera obra notable en aquest camp: Du degré de certitude en médecine (1788).
Des del començament, va recolzar els principis de la Revolució Francesa i el 1790 va donar suport a la delegació del seu poble natal, Briva, que van anar a París a protestar per la ferotge repressió patida. Els anys 1790-1791 va ser el metge de Mirabeau, amb qui estava d'acord en la necessitat d'institucionalitzar la Revolució. Malauradament, la seva malaltia terminal va acabar amb la seva vida el 1791; aquesta mort va ser molt sentida per Cabanis, sentiment que es va agreujar pels malignes rumors de l'enverinament causant de la mort. Per aquest motiu va publicar després de la seva mort les Considerations sur la maladie et la mort de Mirabeau.
A partir de 1793, quan havia publicat un article sobre els efectes clínics de les execucions per guillotina, va caure en desgràcia: el seu amic Condorcet és denunciat per girondí i el 1794 guillotinen el seu mestre, Roucher. Només va aconseguir lliurar-se del Terror gràcies a que practicava la medecina de forma gratuïta amb la gent més pobre.
El 1795 va escriure Coup d'oeil sur les révolutions et sur la réforme de la médecine, tot i que no es va publicar fins al 1804. Es tracta d'un treball d'història de la medicina des dels temps en els quals els herois o els poetes exercitaven l'art de curar, fins a arribar al metge modern que llegeix el cor de l'home per desxifrar-ne l'estat febril; però el seu objectiu final és establir la seva visió de les relacions entre l'Estat, l'organització professional dels metges i el benestar del poble. Aquest mateix any és admès a l'Académie des Sciences Morales et Politiques i comença el període més creatiu de la seva vida acadèmica.
Els anys 1795 i 1796 va pronunciar sis conferències a l'Acadèmie que, el 1802, va publicar en forma de llibre amb el títol de Rapports du physique et du moral de l'homme, afegint unes quantes memòries més, que representen el cim de la seva obra científica. En aquesta obra, assenta les bases d0una nova antropologia en la qual allò moral i allò físic reflecteixen la mateixa realitat considerada sota certs punts de vista particulars. És interessant fer notar que en la cinquena d'aquestes memòries, estudia les diferències en l'anatomia dels dos sexes per establir unes relacions dicotòmiques que li permeten justificar una certa jerarquia de sexes. Ja no és el mite d'Adam i Eva el que justifica la jerarquia, sinó un estudi científic seriós.

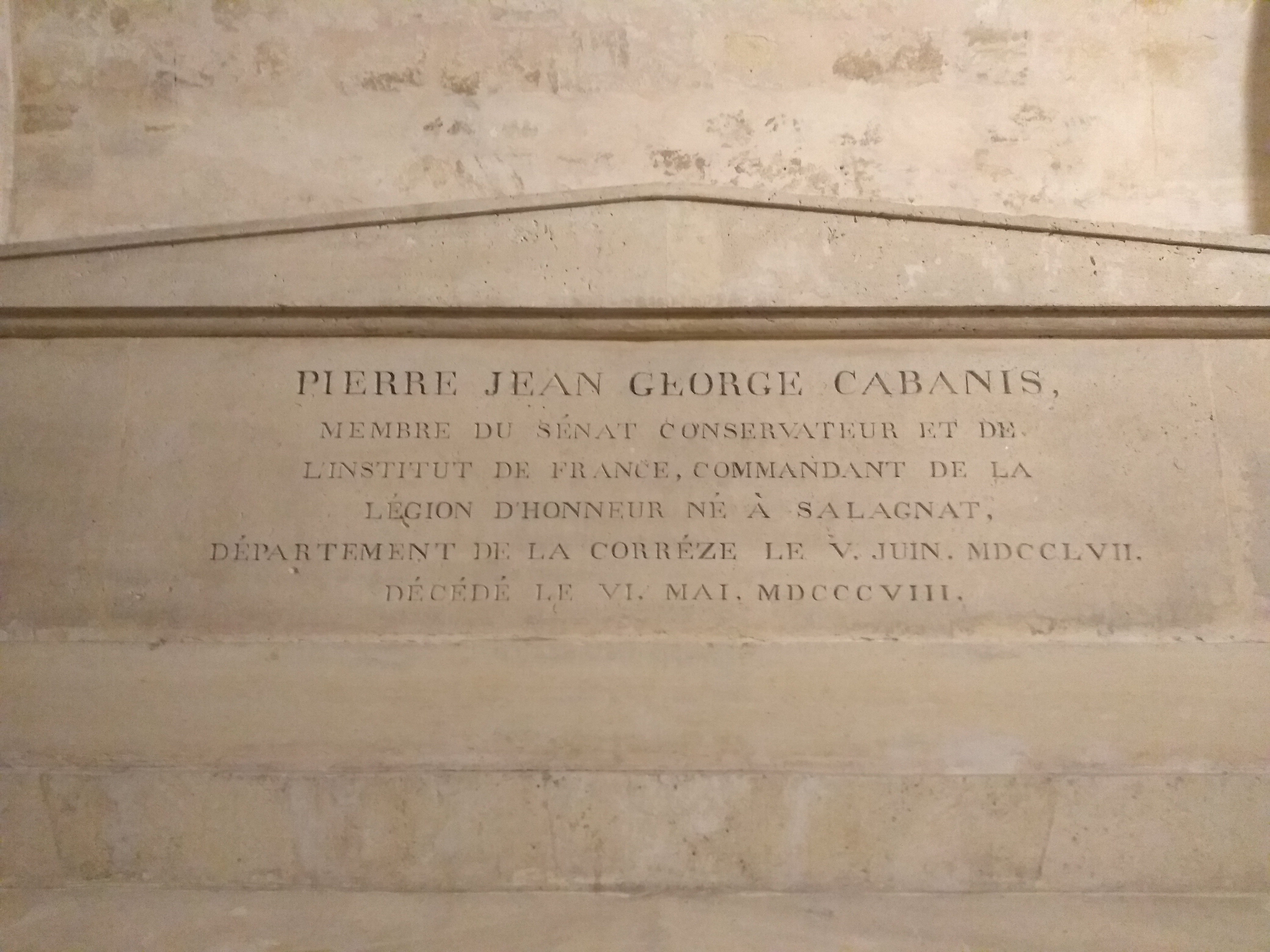
Tomba de Cabanis al Panteó de París.

Va ser membre del Consell dels Cinc-cents i va col·laborar en la redacció de la Constitució francesa de 1799, mentre dona suport al cop d'estat del 18 de brumari que va portar Napoleon al poder. Però, poc a poc, se'n anirà separant i el 1804, quan es vota proclamar el Primer Imperi francès ell va ser absent per motius de salut. El 1807 es va traslladar a unes propietat de la seva dona, Charlotte de Grouchy (cunyada de Condorcet), a Seraincourt on va morir l'any següent als cinquanta anys d'edat.
Va ser enterrat al Panteó de París, però el seu cor reposa al cementiri d'Auteil amb les restes de la seva esposa (morta el 1844) i molt a la vora de les restes de madame Helvétius.